# Smith & Wesson Модель 36
Smith & Wesson Model 36 (також знана як "Chief's Special") — револьвер під набій .38 Special. Це один з револьверів, які створені на основі "рамки J" Smith & Wesson. Він був представлений в 1950 році й досі знаходиться у виробництві.

## Історія
Револьвер Модел 36 буd розроблений одразу після Другої світової війни, коли компанія-виробник зброї Smith & Wesson перестала випускати зброю для військових і перейшла на випуск комерційної зброї. Для цього Smith & Wesson прагнула створити компактний револьвер, здатний стріляти набоями .38 Special. Оскільки рама типу I, що використовувалася ще з минулого століття не могла витримати тиск цих набоїв, було розроблено нову, міцнішу раму типу J.
Нову конструкцію представили у 1950 році на конференції Міжнародної асоціації начальників поліції (IACP). Там було проведено конкурс на назву нового револьвера, в результаті якого перемогла назва "Chiefs Special".
Першою в серію пішла версія зі стволом довжиною 3 дюйми (76 міліметрів) — через високий попит на компактну, але потужну зброю. Револьвери випускалися у воронованому та нікельованому виконанні. 
Назва "Chiefs Special" використовувалася до 1957 року, після чого модель отримала офіційне заводське позначення — Model 36. Попри це, окремо також продовжували випускати варіант із традиційною назвою "Chiefs Special"..
В 1951 році Smith & Wesson представили Airweight Model 37, основою для якої стала Модель 36 з алюмінієвою рамою і барабаном. Алюмінієві барабани погано себе проявили, а тому перевагу надали сталевим.
В 1958 році іспанський виробник Астра випустив лінійку високоякісних револьверів на основі цієї зброї, під назвою Astra Cadix, Astra 250 та Astra NC6.
В 1989 році Smith & Wesson представив варіант LadySmith Моделі 36. Вони випускалися зі стволами довжиною 2 дюйми (51 міліметр) або 3 дюйми (76 міліметрів). Револьвери були воронованими. Ця модель також мала спеціальне руків'я для жінок, а також мала гравіювання "LADYSMITH" на рамці.
В тому ж році вийшла в серію Smith & Wesson Model 36-6. Він має 3-дюймовий ствол, п'ятизарядний барабан під патрон .38 Special, регульований цілик та матове синє покриття. Руків'я виготовлене з ламінованої деревини з виїмками для пальців та медальйоном S&W. Було випущено приблизно 615 цільових револьверів Модель 36-6, що робить її затребуваним предметом колекціонування.
У 2002 році Smith & Wesson представили Модель 36 із золотими деталями (курок, спусковий гачок, екстрактор), назвавши його "Model 36 Gold". Золотий колір насправді був нітридом титану.
У 2005 році Smith & Wesson представила спеціальний варіант під назвою "Texas Hold 'Em". Револьвер мав вороноване покриття, руків’я з імітацією слонової кістки та гравійовану пластину із  золота у 24-карати.
Велика кількість револьверів Моделі 37 випускали для Японії з кільцем для шнурка. Частину контракту було скасовано, в результаті велику кількість револьверів продали гуртовому торговцю, який потім продав їх цивільним. Вони потрапили на цивільний ринок у 2001 році, через, що у  2006 року її вилучили з каталогу Smith & Wesson. Це спонукало Японію почати виробництво власного револьвера, в результаті чого був розроблений New Nambu M57.
Револьвер з серійним номером 337 було передано Дж. Едгару Гуверу з вигравіюваним іменем.

## Конструкція

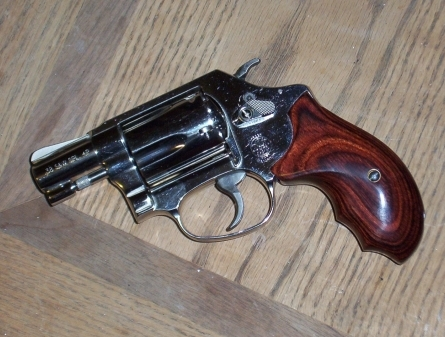
Нікельована Модель 36-10 та ергономічним руків'ям Smith & Wesson з палісандра

Револьвер було розроблено невеликим і компактним. Модель 36 була доступна зі стволом 1,875, 2 та 3 дюйми.
Як і майже всі револьвери Smith & Wesson на рамці J, вони мали 5-зарядний барабан, який відкидався в сторону, і відкритий курок. Їх випускали нікельованими або воронованими та з дерев'яними або гумовим руків'ям.

## Користувачі
- Японія: Відправлено 5344 Модель 37 у 2003 році Національній поліції.[5] 5519 револьверів відправлено Національній поліції у 2005 році.[6]
- Малайзія: З 1970 до початку 2000, Модель 36 була стандартною службовою зброєю штатних детективів спеціального підрозділу Королівської поліції Малайзії або у відділі кримінальних розслідувань до прийняття на озброєння Glock 17. Крім того, ці револьвери використовували офіцери в Народному корпусі волонтерів для тренування або самозахисту до прийняття на озброєння пістолетів Glock 19/26 та HK USP 9 мм та використовують їх до цього часу.
- Мальта: Це була стандартна зброя Мобільного загону поліції Мальти до переходу на пістолет Glock 17 2007 року. Їх перестали використовувати на службі, але вони зберігаються в штаб-квартирі поліції в Флоріані.
- Норвегія: Хоча зброя не була стандартною службовою зброєю в Норвегії, її зберігають на складі поліції Норвегії як зброю для самозахисту нештатних співробітників.
- Південна Корея: В 1974 револьвер використали під час невдалої спроби вбивства президента Південної Кореї Пака Чон Хі. Через п'ять років M36 Chief Special знов було використано для вбивства Пака.
- США: Багато років Модель 36 була зброєю детективів та службовців під прикриттям багатьох поліційних управлінь, в тому числі й поліції Нью-Йорку. Більшість досі використовує цей револьвер або його нову версію від Smith & Wesson, в якості основного або резервного. Кілька років в середині 1970-х, Модель 36 була на озброєнні дорожньої поліції, але була замінена на револьвер S&W Модель 66 .357, який пізніше замінив револьвер S&W Модель 686, якраз напередодні переходу служби на самозарядну зброю на початку 1990-х.